# 가와이촌 (시마네현)
가와이촌(川合村)은 일본 시마네현 아노군에 설치되었던 촌이다. 현재의 오다시의 일부에 해당한다.